# Kaarma-Kungla
Kaarma-Kungla is een plaats in de Estlandse gemeente Saaremaa, provincie Saaremaa. De plaats heeft de status van dorp (Estisch: küla).
Tot in december 2014 behoorde Kaarma-Kungla tot de gemeente Kaarma, tot in oktober 2017 tot de gemeente Lääne-Saare en sindsdien tot de fusiegemeente Saaremaa. Tot de gemeentelijke samenvoeging van 2017 heette de plaats Kungla. De naam moest worden veranderd, omdat in de nieuwe gemeente nog een dorp Kungla lag.

## Bevolking
Het dorp had 25 inwoners op 31 december 2011 en 24 inwoners op 31 december 2021.

## Geschiedenis
(Kaarma-)Kungla ontstond in de jaren twintig van de 20e eeuw als nederzetting op het voormalige landgoed van Elme (Duits: Magnushof). In 1977 werd Kungla bij het buurdorp Endla gevoegd. In 1997 werd het dorp weer zelfstandig.